# Vestido (indumentaria)
El vestido, palabra proveniente del latín vestitus, puede servir para designar un traje de mujer. Si nos atenemos a una definición más estricta, un vestido se compone concretamente de una falda y cuerpo en una misma pieza y tela. Hasta los años 60 del siglo XX será considerado como un elemento básico de la moda femenina, siendo desde entonces un elemento menos frecuente en su uso, relegado en ocasiones a celebraciones especiales.
Los vestidos pueden ser para distintas ocasiones y depende de estas ocasiones el tipo, material, forma y color que tenga dicho vestido.

## Los vestidos en la fiesta
Los vestidos a lo largo del tiempo serán el reflejo de las mentalidades de su tiempo. Esto, que será una constante en la historia, asistirá a una aceleración de cambios profundos a lo largo del siglo XX, siglo en el que las mujeres entrarán con una silueta marcada por el corsé y ropas interiores abundantes. Uno de los referentes en los vestidos en el mundo de la moda será en ese siglo lo que Coco Chanel denominará como la petite robe noire, de corte simple, que simbolizará la moda femenina de París desde la década de los años 30 hasta los años 60. Channel, que en la actualidad se puede asociar a respetabilidad, introdujo principios transgresores para su tiempo tanto en la confección como en la conjugación de los elementos, buscando la elegancia en la mezcla y la ruptura de las convenciones. La elegancia complicada derribada por Chanel retornará temporalmente de la mano de Dior en 1947 en el estilo denominado New Look, donde se asiste al regreso de las cinturas estrechas encorsetadas y las faldas largas y amplias, aunque ahora gracias a corsés cómodos elásticos y ligeros cancanes. Balenciaga estrechará la falda larga, mostrando una apariencia sofisticada e incluso descarada. El retorno a la elegancia apenas durará cinco años antes de que de nuevo la moda camine en otra dirección. A lo largo de la segunda mitad del siglo XX, y gracias también a la nueva sociedad de consumo, el sector textil evolucionará para satisfacer una demanda que no exigirá ropas duraderas o resistentes ya que no serán usadas varias temporadas. Los años 60, con sus cambios profundos en las mentalidades, terminarán con el orden impuesto por la alta costura para dar paso a mayor diversidad y el fin de la hegemonía del vestido en la mujer.

## Historia del vestido
A lo largo de la historia, la elaboración del vestido ha ido cambiando, los materiales , las técnicas para confeccionar, ha variado dependiendo del lugar y la cultura. La historia del vestido comienza desde la prehistoria, con la necesidad de cubrir la piel debido a las situaciones climatológicas, el hombre prehistórico se dio cuenta de que podía cubrirse con la piel de los animales que cazaba, sin embargo, fueron descubriendo que no era tan fácil realizar otros movimientos, simplemente servía para cubrirse, además, también tenían el problema de que las pieles se endurecían y casi no se podían utilizar bien en la prehistoria. 
Cuando las pieles ya estaban preparadas tras ser curtidas se podían cortar y dar forma; fue  así como se llegó a uno de los grandes avances tecnológicos en la historia del vestido, este muy importante, la creación de la aguja para poder ensartar el hilo, recortar las pieles y darles forma.

### SigloXI
En el siglo XI, las mujeres de Europa llevaban vestidos similares a las túnicas masculinas, holgados y con un dobladillo que llegaba hasta debajo de las rodillas o más abajo. A finales de siglo, estos vestidos se ajustaban más a los brazos y a la parte superior del cuerpo. Los vestidos se hacían más ceñidos mediante aberturas a los lados que se ajustaban a la figura de la mujer.

### SigloXVI
A partir de la década de 1550, las mujeres de clase media y alta en Europa llevaban vestidos que incluían un delantal, tirantes, kirtle, bata, delantera, mangas, gola y un partlet. La ropa interior no se llevaba debajo. En Inglaterra, Reina Isabel dictaba qué tipo de vestidos podían llevar las mujeres. Las mujeres francesas se inspiraban en los corpiños de estilo español y también llevaban gorgueras. Los vestidos franceses se conocían como marlottes. En Italia, los vestidos se conocían como ropa y semarra. Los vestidos del siglo XVI también mostraban decoraciones superficiales como bordados, siendo especialmente popular el blackwork.
Los vestidos femeninos en Rusia durante los siglos XVI y XVII identificaban el lugar de la mujer en la sociedad o en su familia.

### SigloXVII
Holanda, como centro de producción textil, fue un área especialmente destacada de innovación en la moda del vestido durante el siglo XVII. En España y Portugal, las mujeres llevaban stomachers , mientras que en Inglaterra y Francia, los vestidos adquirieron una forma más "natural". El encaje y el acuchillado eran adornos muy populares. Las faldas eran amplias, con pliegues regulares y la sobrefalda permitía lucir una enagua de tela contrastante. Los escotes también se hicieron más bajos. Eran populares los bordados que reflejaban descubrimientos científicos, como animales y plantas recién descubiertos. En la Colonias británicas, los vestidos de varias piezas también eran populares, aunque menos lujosos. Las mujeres adineradas que vivían en las colonias españolas u holandesas de América copiaban la moda de sus países de origen.
El vestido de tres piezas, que constaba de corpiño, enaguas y bata, fue popular hasta los últimos 25 años del siglo, en los que la mantua, o bata de una sola pieza, se hizo más popular. Los corsés cobraron importancia en los vestidos hacia la década de 1680.
Las trabajadoras, y las mujeres durante la esclavitud en América, utilizaban patrones sencillos para crear camisas, enaguas y batas de lana o lino y vestidos de algodón. Los bajos de las faldas podían meterse en la cintura cuando una mujer estaba cerca de un fuego para cocinar o calentarse.

### SigloXIX
El vestido siguió siendo una prenda unisex para ancianos y niños hasta el  siglo XIX omo lo demuestra la iconografía: en cuanto ya no está envuelto y puede sentarse, alrededor de los siete u ocho meses, se quita la camiseta del niño para ponerse el vestido. Esta prenda facilita el cambio de pañales del niño, dejándolo desnudo y libre para moverse y jugar, al menos en verano. Sin embargo, ciertos detalles en las pinturas nos permiten reconocer el género: el vestido de los niños parece una chaqueta abotonada por delante, el vestido de las niñas está abotonado por detrás; diferencias entre cuellos, sombreros, juegos. Esta cobertura elimina las diferencias de sexo y esta abolición se ve reforzada por el hecho de que tanto los niños como las niñas llevan el pelo largo. El niño es “vestido” hasta los seis o siete años, edad de motivo de la primera comunión fijada por el Concilio de Trento y que supone un importante rito de paso para que el niño que lo haga entre en el mundo de los hombres. Este rito no existe para las niñas, que pasan progresivamente del vestido de niña al vestido de mujer 3 .

### SigloXX

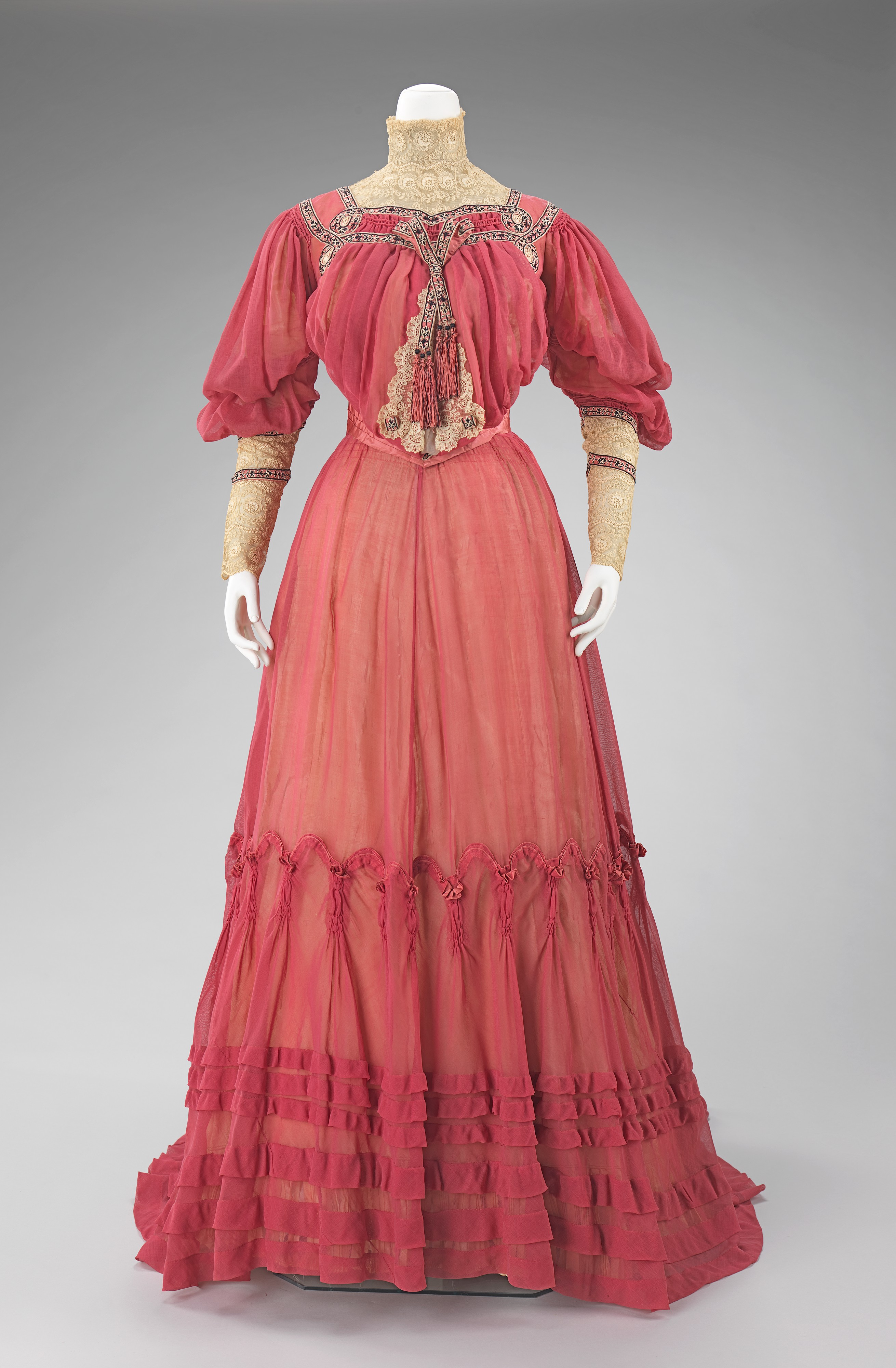
Vestido de tarde francés, circa 1903, algodón y seda, Metropolitan Museum of Art (Nueva York)

A principios del siglo XX, estaba de moda el look popularizado por la Gibson girl. La parte superior de los vestidos femeninos de la época eduardiana incluía un aspecto de "pecho paloma" que daba paso a una cintura encorsetada y una silueta en forma de s. Las mujeres llamaban a sus vestidos "cinturas" si eran de una sola pieza, o "vestidos camiseros", si consistían en una falda y una blusa. El corpiño de los vestidos tenía un forro deshuesado. Informalmente, las mujeres ricas llevaban vestido de té en casa. Estas prendas eran más holgadas, aunque no tanto como un "chal", y estaban confeccionadas con tejidos y encajes caros.
En 1910, el look eduardiano se sustituyó por una silueta más recta. El diseñador francés Paul Poiret influyó enormemente en el estilo de la época. Los diseños de Poiret estaban disponibles tanto en boutiques como en grandes almacenes. Los vestidos más populares de la época eran de una sola pieza e incluían vestidos de lencería que se podían poner por capas. Más o menos al mismo tiempo, en Estados Unidos, la Asociación de Sastres de Mujeres de Estados Unidos desarrolló un vestido llamado suffragette suit, que resultaba práctico para que las mujeres trabajaran y se movieran. Otra innovación de la década de 1910 fue la fácil disponibilidad de ropa confeccionada en fábrica.
Las cinturas empezaron siendo altas y en 1915 estaban por debajo de la cintura natural. En 1920, la cintura estaba a la altura de la cadera. Entre 1910 y 1920 los escotes eran más bajos y los vestidos podían ser de manga corta o sin mangas. Las mujeres que trabajaban durante la Primera Guerra Mundial preferían vestidos más cortos, que acabaron convirtiéndose en el estilo dominante en general. Además de los vestidos más cortos, las cinturas eran más holgadas y los colores dominantes eran el negro, el blanco y el gris.
Hacia 1920, la "nueva mujer" era una tendencia que veía tejidos más ligeros y vestidos más fáciles de poner. Las mujeres más jóvenes también marcaban las tendencias que las mayores empezaban a seguir. Los vestidos de los años veinte se podían poner por encima de la cabeza, eran cortos y rectos. Era aceptable llevar vestidos sin mangas durante el día. Los vestidos Flapper fueron populares hasta el final de la década.
Durante la Segunda Guerra Mundial, los vestidos eran más delgados y se inspiraban en los uniformes militares. Después de la Segunda Guerra Mundial, el New Look, promovido por Christian Dior fue muy influyente en la moda y en el aspecto de los vestidos femeninos durante aproximadamente una década.
Desde la década de 1970, ningún tipo de vestido o largo ha dominado la moda durante mucho tiempo, con estilos cortos y hasta el tobillo que a menudo aparecen uno al lado del otro en revistas de moda y catálogos.

### Patrones
Los patrones que se encontraban en la moda antigua tenían el fin de ser estéticos y simbólicos, no se tomaban en cuenta factores como la comodidad o el bienestar físico. Fue a inicios del siglo XX cuando la moda femenina se caracterizó por el dicho: "Para ser bella hay que ver estrellas". 
Se utilizaban entonces prendas como el famoso corsé que además de ser incómodas no permitían la libertad de movimiento, estas prendas eran un  reflejo de las costumbres que reprimían la expresión femenina a las labores domésticas y reproductivas.

### La Belle Époque
Durante la llamada "Belle Époque" (1890- 1910), que se caracterizaba por la riqueza, ostentación y extravagancia, los vestidos almidonados y largos hasta el suelo, marcaban el código del vestir. A comienzos del 1900 triunfaba el estilo de la "Chica Gibson", un personaje que representaba el modelo femenino encorsetado de la época y su aspiración en la vida.
Posteriormente, se tuvo en cuenta a la mujer trabajadora y eficiente, que luchaba por el derecho a voto y que se involucraba en los asuntos que eran privilegio masculino. Fue entonces cuando se generalizó el "traje sastre" para el día.

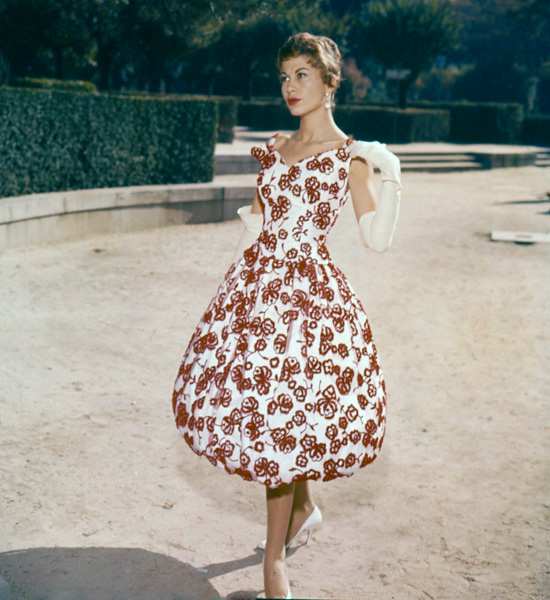
Modelo luciendo un vestido de Pedro Rodríguez, 1954.